# 格默尔瑟勒什
格默尔瑟勒什，是匈牙利包尔绍德-奥包乌伊-曾普伦州所辖的一个村。总面积8.78平方公里，总人口71，人口密度8.1人/平方公里（2011年1月1日）。